# Маймакан
Маймакан — река в Хабаровском крае России, левый приток реки Маи (бассейн Лены).
Длина — 421 км, площадь бассейна — 18 900 км². Исток — на юго-западной оконечности хребта Джугджур. Высота устья — 274 м над уровнем моря. Протекает в межгорной долине преимущественно в северном направлении. Питание смешанное, с преобладанием дождевого. Замерзает в октябре, вскрывается в мае.

## В литературе
…Теперь мы шли на юго-восток, и более уверенно, чем в начале нашего путешествия. За холмистым предгорьем путь каравану преградили лобовые откосы Джугджура. Огибая их, мы наконец-то добрались до Маймакана. Дьявольская сила выносит поток из узкого ущелья. Грохот воды, рёв перекатов, стремительный бег и нескончаемое эхо у скал — такое осталось впечатление от этой реки…
Система водного объекта: Мая → Алдан → Лена → море Лаптевых.

## Данные водного реестра

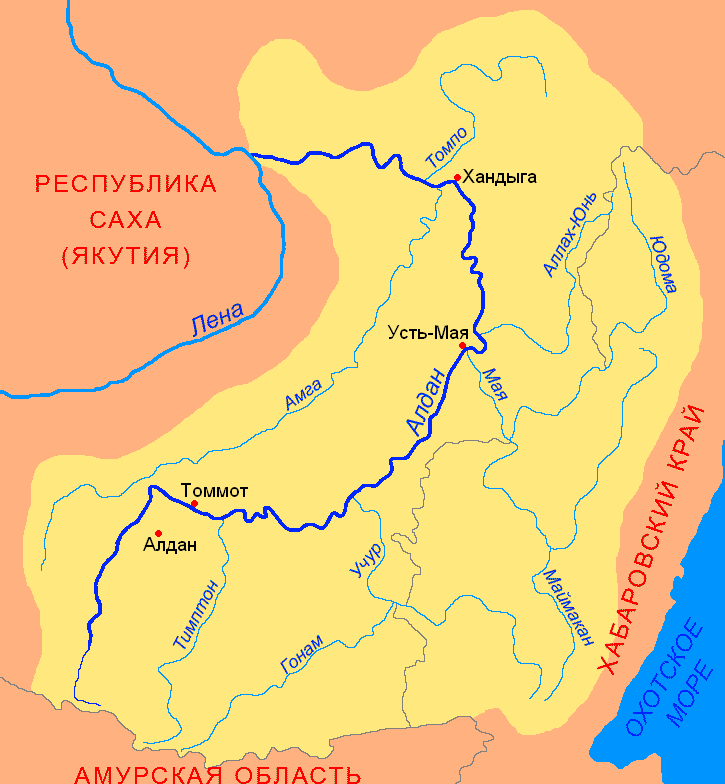
Бассейн реки Алдан

По данным государственного водного реестра России относится к Ленскому бассейновому округу, речной бассейн реки — Лена, речной подбассейн реки — Алдан, водохозяйственный участок реки — Мая от истока до в/п с. Аим.
Код объекта в государственном водном реестре — 18030600512117300027281.

#### Наиболее значимые притоки (км от устья)
- 37 км: река Одола (пр)
- 85 км: река Чумикан (лв)
- 223 км: река Магей (пр)
- 282 км: река Нагим (пр)
- 299 км: река Кундуми (пр)